# Gorr Sudżian
Gorr Sudżian (orm. Գոռ Սուջյան, ur. 25 lipca 1987 w Erywaniu) – ormiański muzyk rockowy, wokalista i lider zespołu Dorians, który reprezentował Armenię z piosenką „Lonely Planet” podczas 58. Konkursu Piosenki Eurowizji w szwedzkim Malmö.

## Życiorys

### Dzieciństwo, początki kariery
Gorr Sudżian urodził się 25 lutego 1987 w stolicy Armenii - Erywaniu. Jest synem gitarzysty jazzowego Mykyrticza Sudżiana. W wieku 17 lat stworzył zespół Gor&Friends, który wykonywał covery utworów Led Zeppelin. Pół roku później członkowie grupy postanowili zaprezentować światu własną muzykę i zmienili nazwę na Dorians. W maju 2009 zdobyli nagrodę w kategorii „Najlepszy Debiutant” na festiwalu Tashir Music Award w Moskwie. W 2010 roku Sudżian zaśpiewał w chórkach podczas występu Evy Rivas na 55. Konkursie Piosenki Eurowizji. W tym samym roku podczas ceremonii Armenian Music Awards otrzymał tytuł najlepszego wokalisty roku, który obronił także rok później. 
W tym samym roku wydali swoją debiutancką płytę „Fly”. W sierpniu 2011 wystąpili jako support Serja Tankiana na koncercie w Erywaniu. We wrześniu 2012 odbyły się ich dwa koncerty - jeden w stolicy Armenii, drugi w Stepanakercie.

### Konkurs Piosenki Eurowizji
W 2012 roku zespół został wybrany wewnętrznie przez armeńską telewizję publiczną ARMTV na reprezentanta kraju podczas Konkursu Piosenki Eurowizji 2013, który odbył się w szwedzkim Malmö. Zespół zaprezentował się wraz z piosenką „Lonely Planet” napisaną przez Tony'ego Iommiego w drugim półfinale konkursu. Zajął 7. miejsce z 69 punktami na koncie i awansował do finału, gdzie zakończył rywalizację na 18. miejscu.

## Nagrody
- 2009 – Najlepszy debiutant (Dorians)
- 2010 – Najlepszy piosenkarz (Gorr Sudżian)
- 2010 – Najlepszy zespół rockowy roku (Dorians)
- 2011 – Najlepszy zespół rockowy roku (Dorians)
- 2011 – Najlepszy teledysk roku (Dorians)
- 2011 – Najlepszy wokalista roku (Gorr Sudżian)

## Dyskografia
- 2011 – Fly